# NGC 247
NGC 247 (nota anche come C 62) è una galassia del tipo SAB(s)d nella costellazione della Balena. Dista dalla Via Lattea circa 3,8 Mpc (12,2 milioni di anni-luce). 

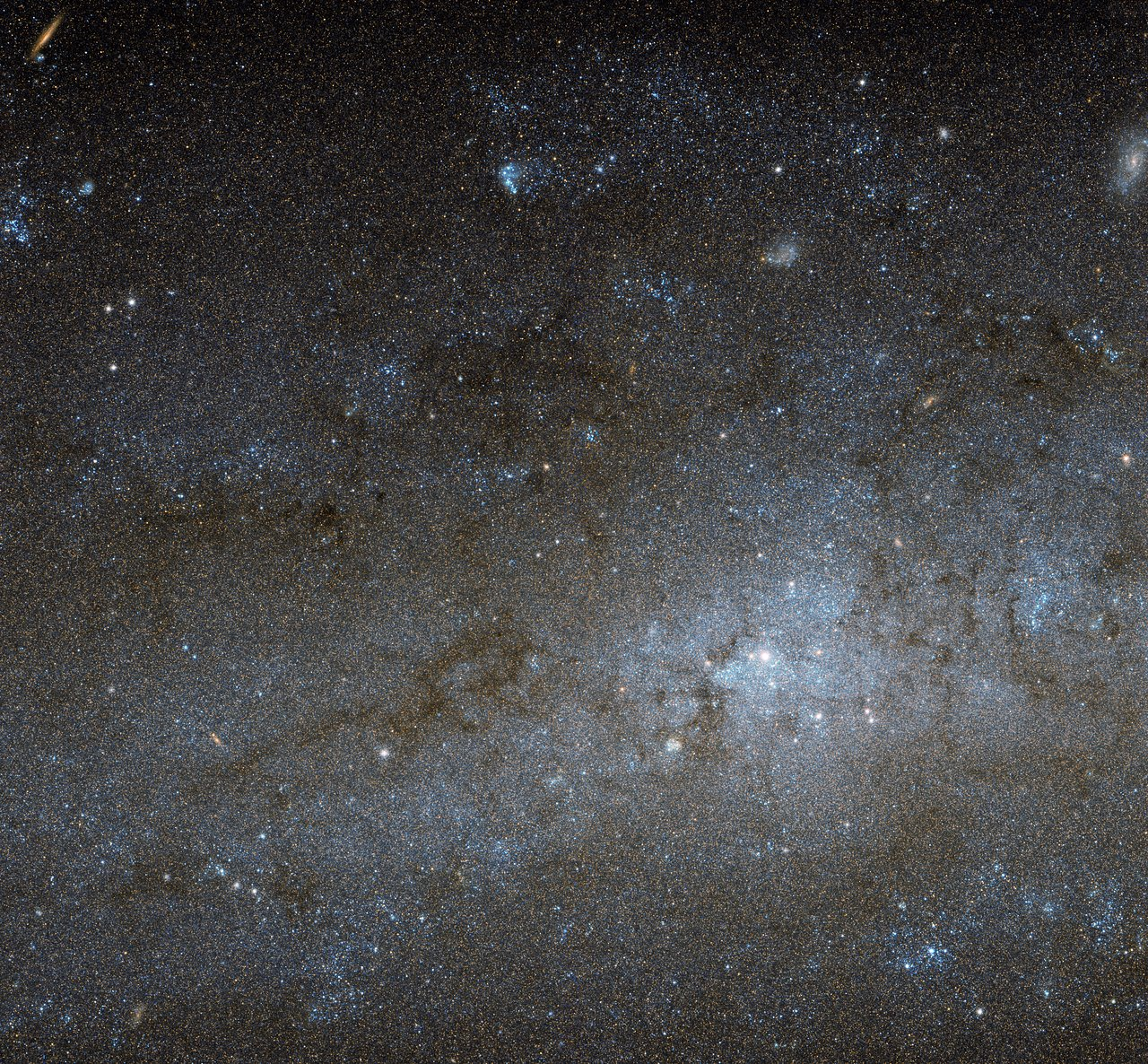
Il centro di NGC 247 (Telescopio spaziale Hubble)

Fa parte del Gruppo dello Scultore, un gruppo di galassie adiacente al nostro Gruppo Locale nel Volume Locale; si rintraccia con facilità 3 gradi a SSE della brillante e isolata stella β Ceti. Nei piccoli telescopi amatoriali si presenta visualmente come una chiazza allungata in senso nord-sud e, con strumenti più potenti, diventa visibile l'asimmetria dei suoi bracci, in particolare si nota una lacuna verso nord. In questa regione di NGC 247, diversamente dalle altre, l'attività di formazione stellare si è arrestata e si ipotizza che questo fenomeno sia il risultato dell'interazione gravitazionale con NGC 253.
Il rigonfiamento centrale non prevale né in dimensioni, né in luminosità quindi NGC 247 è assimilabile per dimensioni e struttura a Messier 33. Ci sono problemi con una recente interazione mareale tra NGC 247 e NGC 253. Forse il più significativo di questi è l'assenza di detriti dovuti all'interazione. Tuttavia, un campo di detriti tra NGC 247 e NGC 253 deve ancora essere rilevato. 
Le proprietà morfologiche di una galassia forniscono anche informazioni sul suo passato. Il nucleo di NGC 247 è sfalsato rispetto al centro geometrico del disco. Infine, la curva di rotazione di NGC 247 è asimmetrica lungo l'asse maggiore. 

## Stelle variabili
Utilizzando il Gemini Multi-Object Spectrograph (GMOS) sul telescopio Gemini South e analizzando immagini d’archivio provenienti da altre strutture, un team di astronomi ha rilevato 15 nuove variabili periodiche e non periodiche in NGC 247. Delle 15 nuove variabili scoperte, tre sono Cefeidi, importanti "candele standard". Oltre a fungere da indicatori di distanza, le Cefeidi sondano la storia della formazione stellare della galassia ospite durante le ultime centinaia di Myr. La scoperta potrebbe migliorare le conoscenze sulle popolazioni stellari di questa galassia. 
Il campione include tre variabili Cefeidi, quattro variabili semiregolari, cinque variabili con luminosità intrinseca visibile/rossa e colori simili a quelli delle variabili blu luminose (LBVs) e tre variabili blu più deboli, una delle quali potrebbe essere un sistema binario chiuso non eclissante. Le Cefeidi ritrovate hanno periodi inferiori a 25 giorni. Lo studio rileva che in generale le Cefeidi con periodi tra 20 e 30 giorni sono viste su gran parte del disco NGC 247.
Identificate anche otto nuove variabili con i colori blu, per scoprire la cui natura, tuttavia, sono necessari studi spettroscopici e ulteriori studi fotometrici. Ciò potrebbe aiutare a caratterizzare le righe di assorbimento e di emissione negli spettri di queste stelle, nonché la scala temporale e l’ampiezza delle loro variazioni di luce. Interessanti anche le quattro variabili semiregolari individuate nello studio. Tre di questi sono giganti variabili semi-regolari di classi spettrali tardive (M, C e S) con una periodicità scarsamente espressa. La quarta variabile semiregolare ha un indice colore g’–i’ indicativo di un tipo spettrale intermedio ed è stata classificata come variabile semiregolare gigante o supergigante appartenente alle classi spettrali F, G, K.